# 科努山
64°9′S 60°35′W / 64.150°S 60.583°W
科努山是南極洲的山峰，位於葛拉漢地北部，處於格利高里冰川發源地和布雷蓋冰川以北，以法國的工程師命名，現時由南極條約體系管理。